# Мол Варна
Варна Мол е един от най-посещаваните търговски обекти във Варна и региона, осигуряващ разнообразни възможности за прекарване на свободното време, пазаруване и развлечения.
Към 2022 година той, новооткритият Delta Planet Mall и по-големият Grand Mall са трите останали функциониращи мола в град Варна.
На територията на Варна Мол функционират близо 150 търговски обекта, в които се предлагат стоки на повече от 300 марки, както и редица атракции.
В магазините на търговския център се предлагат спортни и ежедневни облекла, официални тоалети, обувки, аксесоари и бижута, парфюмерия и козметика, детски дрехи и играчки, стоки за дома и офиса и др. На територията на Варна Мол се намира ресторант Capella с детски център Capella Play, няколко кафенета, кафе-сладкарници и заведения за бързо хранене, сред които KFC, Subway, China Express и бистро OLA. Тук се намира още един от най-модерно оборудваните филмови салони в града. Кино „Арена“ разполага с 8 зали с 1300 места и 3D кино.
Във Варна Мол доскоро функционираше и фитнес център Fitness Energy Club, единствената в града зала за тенис на маса, училище за танци и център за движение „Огледало“.
Търговският център разполага с обширен външен паркинг и подземен паркинг на 3 нива.

## История
Варна Мол е построен през 2008 г., от „Интерсервиз Узунови“ и почти веднага продаден на шотландската компания Miller Development за около 120 млн. евро.
През 2011 банката финансирала сделката – Raiffeisen Zentralbank (RZB), придобива имота поради финансови трудности на собствениците. Същата банка го препродава през 2017 г. на малтийска компания свързана с немската група Kronberg International принадлежаща на германския строителен предприемач Мартин Хелвегер.
През февруари 2017 г. от табелата Mall Varna изчезва думата Varna и остава само Mall. Почти едновременно над една друга сграда във Варна (бившият Пфое Мол) се появява надпис Mall Varna. Това е свързано с претенциите на две конкурентни фирми за търговската марка Mall Varna. Този спор все още не е разрешен съдебно.

## Факти
Варна Мол има:
- 33 000 м2 търговски площи;
- 760 паркоместа, от които 200 външни;
- 2000 м2 закрит пазар за плодове, зеленчуци и натурални храни;
- 2 етажа с магазини за мода;
- 8 зали с 1300 места на Кинокомплекс Арена;
- 800 м2 детски увеселителен център Capella Play;
- 70 000 м2 обща застроена площ.